# Harvey Milk
Harvey Bernard Milk (Woodmere, 22 de maio de 1930 — São Francisco, 27 de novembro de 1978) foi um político e ativista gay norte-americano. Foi o primeiro homem abertamente gay a ser eleito a um cargo público na Califórnia, como supervisor (equivalente a vereador) da cidade de São Francisco. A política e o ativismo gay não foram os primeiros interesses de Milk; ele não sentia necessidade de ser aberto quanto à sua homossexualidade ou participar de causas civis até por volta dos 40 anos, depois de suas experiências com a contracultura dos anos 1960.
Milk mudou-se de Nova Iorque para fixar residência em São Francisco em 1972, em meio a uma migração de homens homossexuais que se deslocam para o Castro na década de 1970. Ele tirou vantagem do crescente poder político e econômico do bairro para promover seus interesses, e candidatou-se sem sucesso três vezes para cargos políticos. Suas campanhas teatrais deram-lhe crescente popularidade, e Milk obteve um assento como supervisor da cidade em 1977, como resultado das mudanças sociais mais amplas que a cidade estava enfrentando.
Milk exerceu o mandato por 11 meses e foi responsável pela aprovação de uma rigorosa lei sobre direitos gays para a cidade. Em 27 de novembro de 1978, Milk e o prefeito George Moscone foram assassinados por Dan White, outro supervisor da cidade, que tinha recentemente renunciado, mas desejava seu posto de volta. Conflitos entre as tendências liberais que foram responsáveis pela eleição de Milk e a resistência conservadora a essas mudanças foram evidentes nos acontecimentos seguintes aos assassinatos.
Apesar da sua curta carreira na política, Milk se tornou um ícone em São Francisco e "um mártir dos direitos gays", de acordo com o professor da Universidade de São Francisco Peter Novak. Em 2002, Milk foi chamado de "o mais famoso e mais significativo político abertamente LGBT já eleito nos Estados Unidos". Anne Kronenberg, a sua última gerente de campanha, escreveu sobre ele: "O que diferenciava Harvey de você ou de mim era que ele foi um visionário. Ele imaginou um mundo virtuoso dentro de sua cabeça e, em seguida, ele tomou providências para criá-lo de verdade, para todos nós".
Existem várias obras em homenagem a Milk, dentre as quais um documentário de 1984 premiado com o Oscar. Em 2008 foi lançado o filme Milk, contando a trajetória de Harvey, da chegada a São Francisco à sua morte. Dirigido por Gus Van Sant, com Sean Penn no papel de Milk, recebeu oito indicações para o Oscar, das quais venceu na categoria melhor ator e melhor roteiro original.

## Primeiros anos

### Infância

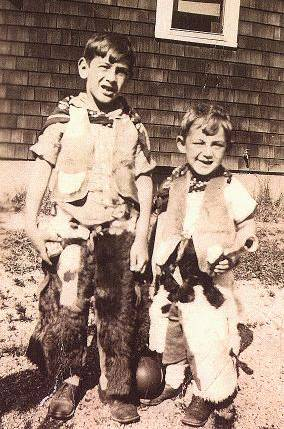
Harvey (à direita) e seu irmão mais velho Robert, em 1934

Harvey Bernard Milk nasceu em Woodmere, Long Island, em 22 de maio de 1930, filho de William e Minerva Karns Milk. Era o filho mais novo de pais judeus lituanos e neto de um vendedor, Morris Milk, que possuía um armazém e ajudou a organizar a primeira sinagoga na área. Quando criança, Milk era caçoado por suas orelhas salientes, nariz grande e pés desproporcionais, e tendia a chamar a atenção como um palhaço da classe. Jogou futebol na escola, e desenvolveu uma paixão pela ópera; em sua adolescência, descobriu sua homossexualidade, mas manteve-a em segredo. Sob seu nome no anuário da High School, lê-se "Glimpy Milk - e dizem que as MULHERES nunca perdem para as palavras".
Milk graduou-se na Bay Shore High School, em Bay Shore, em 1947 e frequentou a New York State College for Teachers em Albany (hoje Universidade do Estado de Nova Iorque em Albany) de 1947 a 1951, formando-se em matemática. Ele escrevia para o jornal do colégio e ganhou a reputação de estudante sociável e amigável. Nenhum de seus amigos na escola ou faculdade suspeitava que ele era gay. Como um colega lembrou, "Ele nunca foi visto como uma possível bicha - é assim que vocês então o chamavam - ele era um homem que gostava de coisas de homens (a man's man)".

### Início da carreira
Após a formatura, Milk ingressou na Marinha dos Estados Unidos durante a Guerra da Coreia. Ele serviu a bordo do navio de salvamento de submarinos USS Kittiwake como um oficial mergulhador. Foi mais tarde transferido para a Base Naval de San Diego para servir como instrutor de mergulho. Em 1955, foi dispensado da Marinha no posto de tenente.

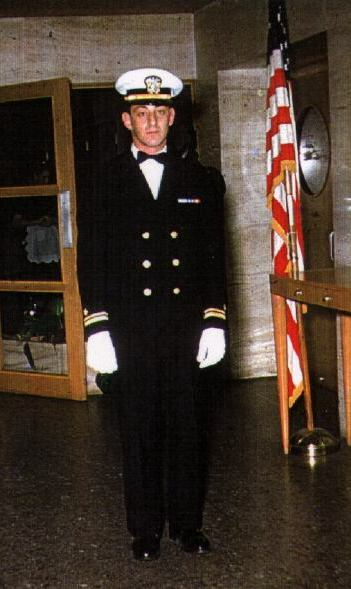
Milk vestido para o casamento de seu irmão em 1954

O início da carreira de Milk foi marcado por mudanças frequentes; anos mais tarde, ele teria se deliciado ao falar sobre sua metamorfose iniciada a partir de um menino judeu de classe média. Começou a dar aulas na George W. Hewlett High School em Long Island. Em 1956, encontrou Joe Campbell na praia de Jacob Riis Park, um local popular para homens gays em Queens. Campbell era sete anos mais novo do que Milk, e Milk ficou muito apaixonado. Mesmo depois que foram morar juntos, Milk escrevia a Campbell notas e poemas românticos. Com o tédio crescendo rapidamente, decidiram mudar-se para Dallas, Texas, mas foram infelizes lá e voltaram a Nova Iorque, onde Milk obteve um emprego de estatístico atuarial em uma seguradora". Campbell e Milk separaram-se após quase seis anos; esse seria seu relacionamento mais longo.
Milk tentou separar sua vida romântica inicial de sua família e trabalho. Mais uma vez entediado e solteiro em Nova Iorque, ele pensou em mudar-se para Miami para se casar com uma amiga lésbica "para aparentarem ser um casal e cada um não seria um problema no caminho do outro". Entretanto, permaneceu em Nova Iorque e viveu relacionamentos gays em segredo. Em 1962, Milk envolveu-se com Craig Rodwell, que era dez anos mais novo. Embora Milk cortejasse Rodwell ardentemente, acordando-o a cada manhã com um telefonema e enviando-lhe recados, Milk ficou desanimado pela participação de Rodwell na Sociedade de Mattachine de Nova Iorque, uma organização ativista gay. Quando Rodwell foi preso andando no Riis Park, acusado de estimular um motim e de usar trajes indecentes (a lei exigia que os trajes de banho masculinos se estendessem desde acima do umbigo até abaixo das coxas), ele passou três dias na cadeia. O relacionamento logo terminou quando Milk tomou consciência da tendência de Rodwell em provocar a polícia.
Milk deixou abruptamente o trabalho de vendedor de seguros e transformou-se em um investigador na Bache & Company, uma empresa de Wall Street. Foi várias vezes promovido, apesar de sua tendência em ofender os membros mais antigos da empresa ignorando seus conselhos e exibindo seu próprio sucesso. Embora fosse hábil em seu trabalho, os colegas detectaram que o coração de Milk não estava em seu trabalho. Começou um relacionamento com Jack Galen McKinley e recrutou-o para lutar contra o aumento da presença do Estado na economia, persuadindo McKinley a trabalhar na campanha presidencial do conservador republicano Barry Goldwater. O relacionamento dos dois era turbulento: McKinley tinha tendência à depressão e frequentemente ameaçava cometer suicídio se Milk não lhe desse atenção suficiente. Para auxiliar McKinley, Milk o levou ao hospital onde Joe Campbell, ex-namorado de Milk, recuperava-se de uma tentativa de suicídio, depois que seu amante – um homem chamado Billy Sipple – deixou-o. Milk tinha permanecido amigo de Campbell, que tinha incorporado a cena avant-garde do Greenwich Village, e não compreendia porque o desânimo de Campbell era causa suficiente para considerar o suicídio como uma opção.

### Trajetória até a rua Castro

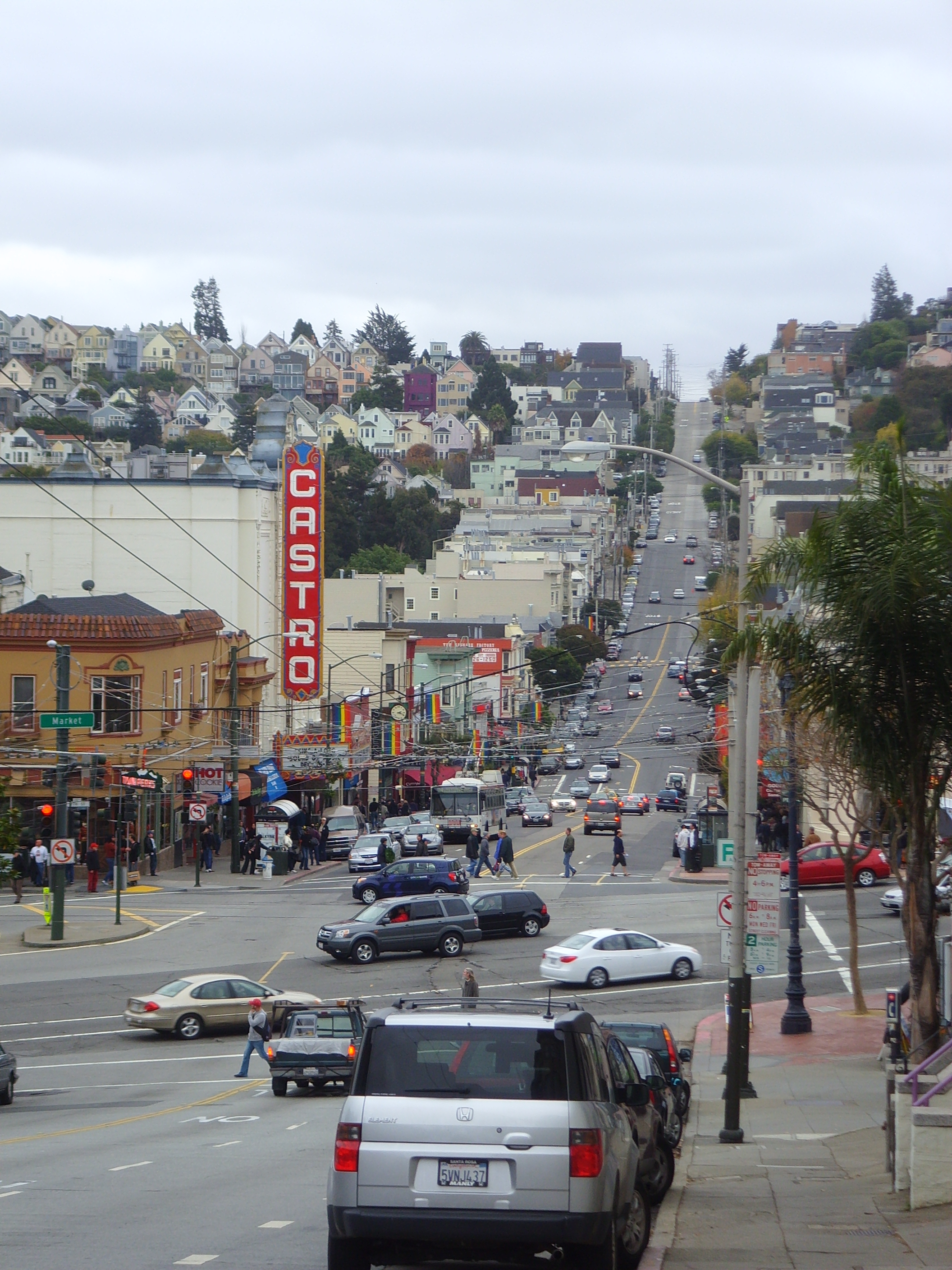
Rua Castro

O Eureka Valley de São Francisco, onde as ruas Market e Castro se cruzam, foi por décadas um bairro católico irlandês de trabalhadores braçais ligados à Paróquia Most Holy Redeemer de São Francisco. No começo dos anos 1960, entretanto, famílias novas saíram da vizinhança e mudaram-se para a área da baía de São Francisco, e a base econômica da cidade foi muito afetada quando fábricas mudaram-se para localidades próximas mais baratas. O prefeito Joseph Alioto, orgulhoso de seus antecedentes e de seus apoiadores da classe obreira, baseou sua carreira política em dar boas-vindas a empreendedores e em atrair um cardeal católico romano à cidade. Muitos trabalhadores manuais — frequentemente apoiadores de Alioto — perderam seus trabalhos quando as grandes corporações focadas na indústria de serviços substituíram empregos nas fábricas e no dique seco. São Francisco era "uma cidade de vilas": uma cidade descentralizada com enclaves étnicos, cada um desses cercando sua própria rua principal.
Enquanto a área central se desenvolvia, as vizinhanças sofriam, incluindo a Rua Castro. As lojas da Paróquia Most Holy Redeemer fecharam, e as casas foram abandonadas e lacradas. Em 1963, os preços dos imóveis desabaram quando a maioria das famílias da classe obreira tentou vender rapidamente suas casas depois que um bar gay abriu na vizinhança. Hippies, atraídos pelos ideais do amor livre da área de Haight-Ashbury, mas rejeitados por seu índice de criminalidade, compraram algumas das casas baratas de estilo vitoriano.
Desde o fim da Segunda Guerra Mundial, a principal cidade portuária, São Francisco, tinha sido o lar de um considerável número de homens gays expelidos das forças armadas que tinham desistido de regressar a seus lares e enfrentar o ostracismo. Por volta de 1969, São Francisco tinha mais gays per capita que qualquer outra cidade americana; quando o Instituto Nacional de Saúde Mental pediu ao Kinsey Institute para examinar homossexuais, o instituto escolheu São Francisco como seu foco. Milk e McKinley estavam entre os milhares de homens gays atraídos por São Francisco. McKinley era um contrarregra de Tom O' Horgan, um diretor que iniciou sua carreira no teatro experimental, mas logo atingiu as bem maiores produções da Broadway. Chegaram em 1969 com a companhia itinerante da Broadway que viajava com o musical Hair. McKinley recebeu uma proposta para trabalhar na produção de Nova Iorque de Jesus Christ Superstar, e seu relacionamento tempestuoso chegou ao fim. A cidade atraiu tanto Milk que decidiu permanecer ali, trabalhando em uma empresa de investimento. Em 1970, cada vez mais frustrado com o clima político após a invasão do Camboja pelos Estados Unidos, Milk deixou seu cabelo crescer. Quando ordenaram que cortasse, recusou-se e foi demitido.
Milk perambulou da Califórnia ao Texas e a Nova Iorque sem um trabalho constante ou um plano. Em Nova Iorque envolveu-se com a companhia teatral de O'Horgan como um "ajudante geral", assinando como produtor associado de Lenny e de Inner City, de Eve Merriam. O período de convivência com as pessoas que partilhavam a atmosfera hippie de São Francisco tinha reduzido muito o conservadorismo de Milk. Uma história do New York Times sobre O'Horgan descreveu Milk como o "homem de olhar triste — outro hippie envelhecido com cabelo longo, longo, vestindo calças de brim desbotadas e contas bonitas". Craig Rodwell leu a descrição do homem outrora tenso e quis saber se poderia ser a mesma pessoa. Um dos amigos de Wall Street de Milk preocupava-se que ele parecia não ter nenhum plano ou futuro, mas lembrou-se da atitude de Milk: "Acho que ele estava mais feliz do que em qualquer outro momento da sua vida que eu tenha visto".
Milk encontrou Scott Smith, 18 anos mais novo, e começou outro relacionamento. Ele e Smith, agora indistinguíveis de outros hippies de cabelos compridos e barbudos, retornaram a São Francisco e viveram com o dinheiro que haviam poupado. Em 1972, um rolo de filme que Milk deixou para ser desenvolvido estragou; com seus últimos mil dólares, abriu uma loja de fotografias na rua Castro.

### Mudando políticas
No final dos anos 1960, a Society for Individual Rights (SIR) e a Daughters of Bilitis (DOB) começaram a lutar contra a perseguição da polícia em relação aos bares gays e indução à prática de crimes em São Francisco. Sexo oral era ainda um delito grave, e em 1970, quase 90 pessoas na cidade foram presas por causa disso. Sujeitos a despejo se surpreendidos tendo relações homossexuais em um apartamento alugado, e relutantes em enfrentar prisão em bares gays, alguns homens passaram a ter relações sexuais em parques públicos à noite. O prefeito Alioto pediu que a polícia concentrasse sua atenção nos parques, esperando que a decisão agradasse a arquidiocese e a seus apoiadores católicos. Em 1971, 2.800 homens gays foram presos devido a sexo em público em São Francisco. Para comparação, Nova Iorque registrou somente 63 prisões pela mesma ofensa naquele ano. Toda a apreensão por acusações morais requeria o registro como agressão sexual.
O congressista Phillip Burton, o membro da Assembleia Willie Brown, e outros políticos da Califórnia reconheceram a influência e a organização crescentes dos homossexuais na cidade, e cortejaram seus votos participando de reuniões de organizações gays e lésbicas. Brown propôs a legalização do sexo consentido entre adultos em 1969 mas não teve sucesso. A SIR também foi procurada pela popular supervisora moderada Dianne Feinstein em sua tentativa para eleger-se prefeita, em oposição a Alioto. O ex-policial Richard Hongisto trabalhou por dez anos para mudar a visão conservadora do Departamento de Polícia de São Francisco, e também apelando ativamente à comunidade gay, que respondeu levantando fundos significativos para sua campanha para xerife. Embora Feinstein fosse malsucedida, a vitória de Hongisto em 1971 mostrou o peso político da comunidade gay.
A SIR tinha-se tornado poderosa o bastante para manobras políticas. Em 1971, os membros da SIR Jim Foster, Rick Stokes e o editor da Advocate David Goodstein criaram o Clube Democrático Memorial Alice B. Toklas, conhecido como simplesmente como o "Alice". O Alice aproximou-se de políticos liberais para persuadi-los para patrocinar projetos de lei, o que provou ser uma estratégia bem sucedida quando em 1972 Del Martin e Phyllis Lyon obtiveram apoio de Feinstein para uma norma que proibisse a discriminação de emprego com base na orientação sexual. O Alice escolheu Stokes para concorrer a uma vaga relativamente sem importância no comitê educacional da comunidade. Embora Stokes tenha recebido 45.000 votos, ele esteve quieto, despretensioso, e não ganhou. Foster, entretanto, rumou à proeminência nacional ao ser o primeiro homem abertamente gay a falar em uma convenção política. Seu discurso na Convenção Nacional dos Democratas de 1972 assegurou que sua voz, de acordo com políticos de São Francisco, fosse aquela a ser ouvida quando quisessem opiniões, e especialmente os votos, da comunidade gay.
Um dia em 1973 um funcionário estatal entrou na loja de Milk, Castro Camera, informando que ele devia 100 dólares pelo imposto sobre vendas. Milk ficou incrédulo e trocou gritos com o homem sobre os direitos dos proprietários das empresas; depois que se queixou por semanas em repartições estatais, a quantia foi reduzida a 30 dólares. Milk mostrava sua insatisfação quanto às prioridades do governo quando um professor entrou em sua loja para pedir um projetor porque o equipamento nas escolas não estava funcionando. Os amigos igualmente recordam de que na mesma época tiveram que impedi-lo de chutar a televisão quando o Procurador-Geral dos Estados Unidos John N. Mitchell deu as consistentes respostas "Eu não me recordo" durante as audiências do caso Watergate no Senado dos Estados Unidos. Milk decidiu que tinha chegado a hora de concorrer para supervisor da cidade. Ele disse mais tarde, "Eu finalmente cheguei ao ponto onde eu sabia que eu tinha que me envolver ou calar a boca".

## Campanhas

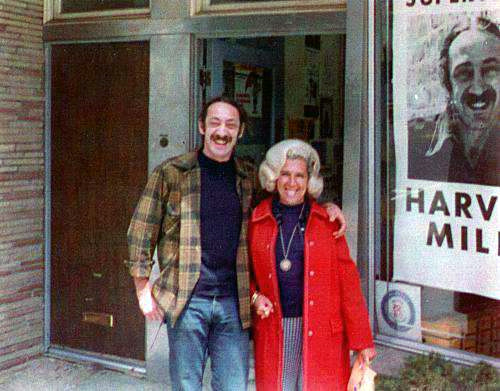
Milk, aqui com sua cunhada na frente da Castro Camera em 1973, tinha mudado seu visual devido à sua experiência com a contracultura dos anos 1960. Dianne Feinstein, que o encontrou primeiramente em 1973, não o reconheceu quando o encontrou outra vez em 1978.

A recepção de Milk pelos líderes políticos gays em São Francisco foi gelada. Jim Foster, que até então tinha sido ativo na política gay por dez anos, ofendeu-se com o pedido do iniciante para apoiá-lo para uma posição tão prestigiosa quanto o de supervisor da cidade (equivalente a vereador, no Brasil). Foster disse a Milk, "Há um velho provérbio no partido Democrata: Você não consegue dançar a menos que você coloque as cadeiras. Eu nunca vi você colocar as cadeiras". Milk ficou furioso com a censura paternalista, e o diálogo marcou o começo de um relacionamento antagônico entre o Alice e Harvey Milk. Alguns proprietários de bares gays, ainda lutando contra a perseguição da polícia e descontentes com o que consideravam uma aproximação tímida do Alice com as autoridades estabelecidas na cidade, decidiram apoiá-lo.
Embora tenha vagueado ao longo de sua vida até ali, agora Milk tinha encontrado sua vocação, de acordo com a jornalista Frances FitzGerald, que o chamou de um "político inato". No início, sua inexperiência ficou clara. Tentou fazer política sem dinheiro, apoio, e equipe de funcionários, e confiou preferivelmente em sua mensagem da gestão financeira sadia, promovendo indivíduos sobre grandes corporações e governo. Apoiou a reorganização das eleições para supervisor para que o colégio eleitoral, que abrangia por toda a cidade, fosse reduzido a uma abrangência distrital, o que reduziria a influência do dinheiro e daria às vizinhanças mais controle sobre seus representantes no governo municipal. Seguiu igualmente uma plataforma social liberal, opondo-se à interferência do governo em questões sexuais privadas e apoiando a legalização da maconha. Seus discursos ardentes e exagerados e suas conhecidas habilidades com os meios de comunicação lhe renderam uma multidão significativa durante a eleição de 1973. Ganhou 16 900 votos – vencendo de forma espetacular no distrito de Castro e em outras vizinhanças liberais – terminando em décimo lugar dentre 32 candidatos. Se as eleições tivessem sido reorganizadas para permitir que os distritos elegessem seus próprios supervisores, ele teria ganho.

### Prefeito da rua Castro
Milk mostrou cedo uma afinidade para construir alianças em sua carreira política. A organização sindical Teamsters quis promover uma greve contra os distribuidores da cerveja — a Coors em particular — que recusaram-se a assinar um acordo coletivo. Um organizador pediu a Milk auxílio nos bares gays; em troca, Milk pediu que a entidade empregasse mais motoristas gays. Alguns dias mais tarde, Milk convocou os bares gays no distrito de Castro e nos arredores, incitando-os a recusarem vender a cerveja. Com a adesão de mercearias árabes e chinesas, que a Teamsters também tinha recrutado, o boicote foi imensamente bem sucedido. Milk encontrou um forte aliado político nos sindicatos, e foi por essa época que ele começou a autointitular-se "O prefeito da rua Castro". Enquanto a rua Castro crescia, a reputação de Milk seguia o mesmo caminho. Tom O' Horgan observou, "Harvey passou a maior parte de sua vida à procura de um palco. Na rua Castro ele finalmente o encontrou".
As tensões entre os cidadãos mais idosos da paróquia Most Holy Redeemer e a imigração de gays entrando no distrito de Castro aumentaram em 1973. Quando dois homens gays tentaram abrir uma loja de antiguidades, a Associação dos Comerciantes do Eureka Valley (EVMA) tentou impedir que recebessem a licença para o negócio (alvará). Milk e alguns outros empresários gays fundaram a Associação da Vila Castro, tendo Milk como presidente. Repetia frequentemente sua filosofia de que os homossexuais deveriam comprar de negociantes gays. Organizou a Feira da rua Castro em 1974 para atrair mais clientes para a área. Mais de 5 mil pessoas compareceram, e alguns dos membros da EVMA ficaram chocados; fizeram mais negócios na Feira da Rua Castro do que em qualquer dia até ali.

### Sério candidato
Embora fosse um recém-chegado ao distrito de Castro, Milk tinha mostrado liderança na pequena comunidade. Estava começando a ser tomado seriamente como candidato e decidiu concorrer outra vez para supervisor em 1975. Reconsiderou sua abordagem e cortou seu cabelo longo, prometeu parar de fumar maconha e jurou nunca mais ir a uma sauna gay. Sua campanha ganhou o apoio dos caminhoneiros, bombeiros e sindicatos. A Castro Camera tornou-se o centro das atividades na vizinhança. Milk tirava frequentemente pessoas da rua para trabalhar com ele em suas campanhas — muitos descobriram mais tarde que isso aconteceu apenas por serem o tipo de homens que Milk achava atraente.
Milk facilitou a sustentação de pequenos negócios e o crescimento dos bairros. Desde 1968, o prefeito Alioto tinha atraído grandes corporações à cidade, o que os críticos rotularam de "Manhattanização de São Francisco". Quando os trabalhos para pessoas menos qualificadas foram substituídos pela indústria de serviços, a enfraquecida base política de Alioto permitiu a ascensão de novas lideranças para os cargos políticos da cidade. George Moscone foi eleito prefeito. Moscone tinha colaborado anteriormente para revogar a lei da sodomia naquele ano no legislativo da Califórnia. Ele reconheceu a influência de Milk em sua eleição visitando o comitê central noturno da campanha de Milk, agradecendo-o pessoalmente, e oferecendo-lhe uma posição como um comissário da cidade. Milk obteve o sétimo lugar na eleição, somente uma posição abaixo da necessária para se eleger supervisor. Os políticos liberais obtiveram os cargos de prefeito, procurador do distrito e xerife.
Apesar da nova liderança na cidade, havia ainda fortalezas conservadoras. Um dos primeiros atos de Moscone foi nomear um chefe de polícia para colocar em ordem o Departamento de Polícia de São Francisco (SFPD). Escolheu Charles Gain, contra os desejos do SFPD. A maioria dos integrantes não gostava de Gain por criticar a polícia na imprensa devido à insensibilidade racial e o abuso de álcool no trabalho, em vez de trabalhar dentro da estrutura de comando para mudar as atitudes. A pedido do prefeito, Gain deixou claro que policiais gays seriam bem-vindos no departamento; isso transformou-se em notícia nacional. Os policiais subordinados a Gain expressaram seu ódio a ele e ao prefeito por traí-los.

### Campanha para a Assembleia da Califórnia
Mantendo sua promessa a Milk, o prefeito recém eleito George Moscone indicou-o para o Comitê de Apelação de Licenças em 1976, fazendo-lhe o primeiro comissário abertamente gay de uma cidade nos Estados Unidos. Milk, entretanto, considerou candidatar-se a uma vaga na Assembleia Legislativa da Califórnia. O distrito estava fortemente inclinado a seu favor, estando baseado nas vizinhanças que cercam a rua Castro, onde os simpatizantes de Milk votavam. Na eleição precedente para supervisor, Milk recebera mais votos do que o atual representante na assembleia. Entretanto, Moscone havia feito um trato com o presidente da assembleia (speaker) de que um outro candidato deveria concorrer ao cargo — Art Agnos. Além disso, por ordem do prefeito, nenhum ocupante de cargo indicado ou eleito poderia concorrer enquanto permanecesse em suas funções.

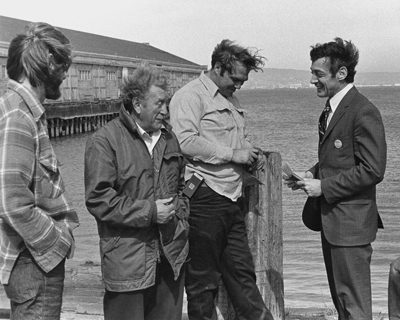
Na época de sua campanha de 1975, Milk decidiu cortar seu cabelo e vestir ternos. Aqui, Milk (bem à direita) está em busca de votos dos estivadores em São Francisco durante a campanha de 1976 para a Assembleia Legislativa da Califórnia

Milk passou cinco semanas no Comitê de Apelação de Licenças até Moscone ser forçado a destitui-lo quando anunciou que concorreria para a Assembleia Legislativa da Califórnia. Rick Stokes substituiu-o. A destituição de Milk e o acordo secreto feito entre Moscone, o presidente da Assembleia Legialativa e Agnos deram combustível à sua campanha à medida que ele assumia a postura de vítima política. Ele bradava que as altas autoridades da cidade e do governo estadual estavam contra ele. Queixou-se de que a cúpula política gay, particularmente o clube Alice, não o apoiava; referia-se a Jim Foster e Stokes como Uncle Tom gays (gays subservientes). Passou a adotar entusiasticamente a manchete de uma revista semanal local independente: "Harvey Milk contra A Máquina".
O papel de Milk como um representante da comunidade gay de São Francisco se expandiu durante este período. Em 22 de setembro de 1975, o presidente Gerald Ford estava visitando São Francisco, andando de seu hotel a seu carro. Na multidão, Sara Jane Moore ergueu uma arma para disparar nele. Um ex-fuzileiro naval dos Estados Unidos que andava a seu lado agarrou seu braço, fazendo a arma disparar para o chão. O homem era Oliver "Bill" Sipple, que anos antes tinha abandonado o ex-namorado de Milk, Joe Campbell, o que tinha motivado sua tentativa do suicídio. Sipple, que havia deixado as forças armadas por incapacidade psiquiátrica, morava nas vizinhanças de Tenderloin, e imediatamente ganhou projeção nacional. Sipple recusou-se a chamar a si mesmo de herói e não quis revelar sua orientação sexual. Milk, entretanto, aproveitou-se da oportunidade para reforçar sua tese de que a percepção pública sobre os gays seria melhorada se eles saíssem do armário. Disse a um amigo: "É uma oportunidade demasiado boa. Pela primeira vez nós podemos mostrar que os gays fazem coisas heróicas, não apenas todos esses escândalos sobre molestamento de crianças e exposições públicas em banheiros". Milk contatou um jornal.
Vários dias depois Herb Caen, um colunista do The San Francisco Chronicle, expôs Sipple como gay e um amigo de Milk. A notícia foi divulgada em jornais de âmbito nacional, e o nome de Milk foi incluído em muitas das histórias. A revista Time chamou Milk de líder da comunidade gay em São Francisco. Sipple, entretanto, foi importunado por repórteres, assim como sua família. Sua mãe, uma fiel batista em Detroit, recusou-se a falar com ele. Embora estivesse envolvido com a comunidade gay por anos, até mesmo participando de paradas gays, Sipple processou o Chronicle por invasão de privacidade. O presidente Ford enviou a Sipple uma nota de agradecimento por salvar sua vida. Milk disse que a orientação sexual de Sipple era a razão pela qual ele recebera somente uma nota, e não um convite para ir à Casa Branca.
A continuação da campanha de Milk, conduzida a partir da vitrine da Castro Camera, era um estudo sobre desorganização. Embora os voluntários estivessem felizes e produtivos em enviar correspondências em massa, as anotações de Milk e as listas de voluntários eram guardados em pedaços de papel. Quando a campanha necessitava de fundos, o dinheiro vinha da caixa registradora sem qualquer preocupação com a contabilidade. Uma menina de 11 anos da vizinhança comandava homens gays e avós irlandesas no trabalho da campanha, apesar do desalento de sua mãe. Milk mesmo era hiperativo e inclinado a irracionais descontroles de temperamento, apenas para recuperar-se rapidamente e gritar excitadamente sobre mais alguma coisa. Muitos de seus discursos extravagantes eram dirigidos a seu amante, Scott Smith, que estava ficando desiludido com o homem que já não lembrava mais o hippie calmo por quem ele tinha se apaixonado.
Se o candidato era maníaco, também era dedicado e repleto de bom humor, além de ter um talento particular para atrair a atenção dos meios de comunicação. Passava muito tempo alistando eleitores e apertando mãos em pontos de ônibus e em filas de cinema. Aproveitou cada oportunidade que surgia para promover a si mesmo. Gostou imensamente de fazer a campanha, e seu sucesso era evidente. Com um grande número voluntários, tinha dúzias no ponto de descanso ao longo da lotada passagem pública da Market Street servindo como quadro de avisos humanos segurando tabuletas "Milk para Assembleia" enquanto os usuários de transporte público dirigiam-se ao coração da cidade para trabalhar. Distribuiu seu material de campanha em qualquer lugar que pôde, incluindo um dos grupos políticos mais influentes na cidade: Peoples Temple (Templo dos Povos). Os voluntários de Milk levaram milhares de folhetos lá, mas voltaram com sentimentos de apreensão. Devido ao fato de que o líder do Peoples Temple, Jim Jones, era politicamente poderoso em São Francisco (e apoiasse ambos os candidatos), Milk permitiu que os membros do templo manejassem seus telefones, e mais tarde falou no templo e defendeu Jones. Mas a seus voluntários, disse: "Certifiquem-se de que sejam sempre simpáticos ao Peoples Temple. Se pedem a vocês que façam algo, façam-no, e enviem-lhes então uma nota de agradecimento por pedirem que vocês o fizesse. Eles são estranhos e perigosos, e vocês nunca queiram estar em seu lado ruim".
A disputa foi apertada, e Milk perdeu por menos de 4 mil votos. Agnos, entretanto, ensinou a Milk uma lição valiosa quando criticou seus discursos de campanha como "um infortúnio… Você fala sobre como irá se livrar dos vagabundos, mas como você consertará as coisas – além de bater em mim? Você não deveria deixar seu público deprimido". Como consequência de sua derrota, Milk, percebendo que o clube de Toklas nunca o apoiaria politicamente, ajudou a fundar o San Francisco Gay Democratic Club.

## Forças historicamente mais amplas
O inexperiente movimento dos direitos dos homossexuais teve ainda que encontrar oposição organizada nos Estados Unidos. Em 1977 alguns ativistas gays bem conectados em Miami foram capazes de aprovar uma norma sobre direito civil que tornava ilegal a discriminação baseada em orientação sexual no Condado de Dade. Um grupo bem organizado de cristãos fundamentalistas conservadores reagiu, dirigido pela cantora Anita Bryant. Sua campanha foi intitulada Salvem Nossas Crianças, e Bryant argumentava que a norma transgredia seu direito de ensinar a moralidade bíblica às crianças. Bryant e a campanha recolheram 64.000 assinaturas para pôr o assunto em votação em todo o condado. Com os fundos levantados em parte pela Comissão de Cítricos da Flórida, da qual Bryant era a porta-voz, fizeram propagandas na televisão que contrastavam a Parada do Orange Bowl com a Parada do Dia da Libertação Gay de São Francisco, indicando que o condado de Dade seria transformado em um "viveiro de homossexualidade" onde "homens … pulam com meninos pequenos ".
Jim Foster, então o organizador político mais poderoso em São Francisco, foi a Miami ajudar os ativistas gays enquanto o dia da eleição se aproximava, e um boicote de âmbito nacional de suco de laranja foi organizado. A mensagem da campanha Salve Nossas Crianças era influente, e o resultado foi uma derrota esmagadora para os ativistas gays; no maior comparecimento em uma eleição especial na história do condado de Dade, 70% votaram pela revogação da lei.

### Apenas política
Os conservadores cristãos foram inspirados por sua vitória, e viram uma oportunidade para uma nova e eficaz causa política. Os ativistas gays ficaram chocados ao virem quão pouco apoio tinham recebido. Uma demonstração espontânea de mais de 3 mil residentes do Castro formou-se na noite da votação da lei do condado de Dade. Os gays e as lésbicas estavam simultaneamente irritados, cantando "Fora dos bares e tomem as ruas!", e jubilosos em sua resposta apaixonada e poderosa. O jornal The San Francisco Examiner relatou que membros da multidão retiravam outros dos bares ao longo das ruas Castro e Polk para participar da manifestação. Milk liderou os manifestantes naquela noite em um trajeto de cinco milhas (8 km) através da cidade, constantemente movendo-se, ciente de que se parassem durante muito tempo haveria um motim. Declarou, "Este é o poder da comunidade gay. Anita vai criar uma força gay nacional". Os ativistas, no entanto, tiveram pouco tempo para se recuperar, porque a cena se repetiu quando leis de direitos civis foram derrubadas por eleitores de Saint Paul (Minnesota), Wichita (Kansas) e Eugene (Oregon), ao longo de 1977 e em 1978.
O senador estadual da Califórnia John Briggs viu uma oportunidade na campanha dos cristãos fundamentalistas. Ele planejava eleger-se governador da Califórnia em 1978, e ficou impressionado com o comparecimento às urnas que viu em Miami. Quando Briggs retornou a Sacramento, redigiu um projeto de lei que proibia gays e lésbicas de ensinarem em escolas públicas em toda a Califórnia. Briggs alegou em privado que não tinha nada contra os gays, dizendo a Randy Shilts, "Isso é política. Apenas política". Os ataques aleatórios a gays aumentaram no Castro. Quando a resposta da polícia foi considerada inadequada, grupos de gays patrulharam a vizinhança eles mesmos, em alerta contra agressores. Em 21 de junho de 1977, um homem gay chamado Robert Hillsborough morreu devido a 15 ferimentos de facadas quando seus agressores cercaram-no e gritavam em coro "Bicha!" Tanto o prefeito Moscone quanto a mãe de Hillsborough responsabilizaram Anita Bryant e John Briggs. Uma semana antes do incidente, Briggs tinha defendido sua opinião em uma coletiva à imprensa na prefeitura de São Francisco, onde chamou a cidade de um "monte de lixo sexual ", por causa dos homossexuais. Semanas mais tarde, 250 mil pessoas compareceram à Parada do Dia da Liberdade Gay de São Francisco, o maior número já visto até aquela data em um evento de orgulho gay.
Em novembro 1976, os eleitores de São Francisco tinham decidido reorganizar as eleições de supervisor para escolhê-los em cada distrito em vez de manter a votação aberta a toda a cidade. Harvey Milk qualificou-se rapidamente como o principal candidato do Distrito 5, nos arredores da Rua Castro.

### Última campanha
"A maioria da comunidade não-homossexual aceitou-o. O que São Francisco é hoje, e no que se está transformando, reflete a energia e a organização da comunidade gay e seu esforço na construção da integração dos processos políticos da cidade americana mais conhecida pela inovação de estilos de vida."
—The New York Times, novembro de 1977

A campanha pública de Anita Bryant contra a homossexualidade e os múltiplos desafios às leis sobre direitos dos homossexuais por todo o país deu combustível aos políticos gays em São Francisco. Dezessete candidatos no distrito de Castro inscreveram-se para a eleição seguinte para supervisor; mais da metade deles eram gays. The New York Times revelou uma legítima invasão de gays em São Francisco, estimando que a população gay era de 100 mil a 200 mil de um total de 750 mil pessoas. A Associação da Vila Castro tinha crescido para 90 empresários; a agência bancária local, anteriormente a menor filial na cidade, tinha-se transformado na maior, forçando a construção de uma ala para acomodar seus novos clientes. Randy Shilts, biógrafo de Milk, notou que essas forças mais amplas da história abasteciam sua campanha.
O mais forte concorrente de Milk era o silencioso e pensativo advogado Rick Stokes, que foi apoiado pelo Clube Democrático Memorial Alice B. Toklas. Stokes tinha revelado sobre sua homossexualidade muito antes do que Milk, e tinha experimentado um tratamento mais severo, sendo uma vez hospitalizado e forçado a suportar terapia de eletrochoque. Milk, entretanto, era mais expressivo sobre o papel dos gays e de suas questões na política de São Francisco. Stokes era citado dizendo "Eu sou apenas um homem de negócios que além disso é gay" e expressava a visão de que toda a pessoa normal poderia igualmente ser homossexual. A contrastante filosofia populista de Milk foi repetida ao The New York Times: "Não queremos liberais simpáticos, queremos gays representando gays… Eu represento a população gay das ruas — o gay fugitivo de San Antonio de 14 anos de idade. Temos que compensar por centenas de anos de perseguição. Temos que dar esperança a essa pobre criança fugida de San Antonio. Eles vão aos bares porque as igrejas são hostis. Eles precisam de esperança! Precisam de uma parte do bolo!".
Outras causas eram igualmente importantes para Milk: concentrou-se em creches maiores e mais baratas, transporte público gratuito e na criação de um comitê de civis para vigiar a polícia. Avançou em questões importantes do bairro em cada oportunidade. Usou as mesmas táticas maníacas das campanha eleitorais precedentes: quadros de avisos humanos, horas de aperto de mãos e dúzias de discursos convidando as pessoas gays a terem esperança. Desta vez, até mesmo o The San Francisco Chronicle apoiou-o para supervisor. Ganhou com 30% dos votos contra outros dezesseis candidatos, e depois que sua vitória se tornou evidente, chegou na rua Castro na parte traseira da motocicleta de seu gerente de campanha — escoltado pelo xerife Richard Hongisto — o que um artigo de jornal descreveu como um "bem-vindo tumultuoso e comovente".
Milk tinha recentemente um novo amante, um homem novo chamado Jack Lira, que estava frequentemente bêbado em público, e muitas vezes era apenas retirado dos eventos políticos pelos assistentes de Milk. Desde a campanha eleitoral para a Assembleia da Califórnia, Milk estava recebendo ameaças de morte cada vez mais violentas. Ciente de que sua visibilidade o marcava como um alvo para homicídio, gravou em uma fita o que desejava que acontecesse se ele fosse assassinado, adicionando: "Se uma bala entrar em meu cérebro, deixe que a bala destrua cada porta do armário".

## Supervisor
O juramento de Milk foi manchete nacional ao se tornar o primeiro homem abertamente gay nos Estados Unidos não detentor de mandato anterior a vencer uma eleição para um cargo público. Comparou-se ao pioneiro jogador de beisebol afro-americano Jackie Robinson e caminhava para a prefeitura de braços dados com Jack Lira, declarando "Você pode permanecer ao redor e jogar tijolos na prefeitura imbecil ou você pode tomar posse dela. Bem, nós estamos aqui". O distrito de Castro não foi o único a promover alguém novo à política da cidade. A mãe solteira (Carol Ruty Silver), o sino-americano (Gordon Lau), e a afro-americana (Ella Hill Hutch) eram todos principiantes no juramento da cidade junto com Milk, assim como Daniel White, um ex-policial e bombeiro, que falou do quão orgulhoso estava por sua avó poder vê-lo fazendo o juramento.
A energia, a atração para enfeitar e a imprevisibilidade de Milk às vezes exasperavam Dianne Feinstein, presidente do Conselho de Supervisores. Em sua primeira reunião com o prefeito Moscone, Milk autointitulou-se a "rainha número um" e impôs a Moscone que ele teria que usar Milk ao invés do clube Alice como intermediário se quisesse os votos gays da cidade — um quarto da população votante de São Francisco. Milk, entretanto, transformou-se no aliado mais próximo de Moscone no Conselho de Supervisores. Os maiores alvos da ira de Milk eram as grandes corporações e as imobiliárias. Ficava furioso quando um edifício garagem era planejado para tomar o lugar de casas perto da área central, e tentava-se aprovar um imposto de maneira que os trabalhadores de escritório que viviam fora da cidade e conduziam-se diariamente ao trabalho teriam que pagar pelos serviços da cidade que eles usavam. Milk estava frequentemente disposto a votar contra Feinstein e outros membros mais estáveis do Conselho. Inicialmente concordou com seu colega supervisor Dan White, cujo distrito situava-se duas milhas ao sul do Castro, que uma clínica de saúde mental para adolescentes com problemas não deveria ser instalada lá em um velho convento. Entretanto, após Milk aprender mais sobre o assunto, ele decidiu mudar seu voto, fazendo com que White perdesse sua causa — uma das que ele tinha advogado durante sua campanha. White não se esqueceu disso. Opôs-se a cada iniciativa e questão apoiada por Milk.
Milk iniciou seu mandato patrocinando um projeto de lei sobre direitos civis que bania a discriminação baseada na orientação sexual. A lei foi chamada de "a mais rigorosa e abrangente da nação", e sua aprovação demonstrou "o crescente poder político dos homossexuais", de acordo com The New York Times. Só o supervisor White votou contra; o prefeito Moscone entusiasticamente assinou a lei com uma caneta azul claro que Milk havia lhe dado para a ocasião.
O segundo projeto de lei de Milk concentrava-se em resolver o problema número um, de acordo com uma recente pesquisa na cidade: os excrementos dos cães. Dentro do primeiro mês após a posse, começou a trabalhar em uma lei municipal para exigir dos donos dos cães que recolhessem as fezes de seus animais". Apelidada de "lei do recolhedor de fezes de animais" (pooper scooper law), a sua aprovação pelo Conselho de Supervisores foi amplamente coberta pela televisão e jornais em São Francisco. Anne Kronenberg, gerente da campanha de Milk, chamou-lhe "um mestre em descobrir o que daria cobertura jornalística a ele". Ele convidou a imprensa para o Duboce Park, para explicar por que a lei era necessária, e enquanto as câmeras estavam rodando, pisou em um material indesejável aparentemente por engano. Seus assessores, no entanto, sabiam que ele tinha ido ao parque uma hora antes da conferência de imprensa para procurar o lugar certo para andar na frente das câmeras. O episódio lhe rendeu a maior correspondência de fãs do seu mandato na política e foi notícia nacional.
Milk e Lira logo separaram-se, mas Lira chamou-lhe algumas semanas mais tarde e exigiu que Milk fosse ao seu apartamento. Quando Milk chegou, viu que Lira havia se enforcado. Já propenso a grave depressão, Lira havia se perturbado com as campanhas de Anita Bryant e John Briggs.

### A iniciativa Briggs
John Briggs foi forçado a abandonar a disputa pelo governo da Califórnia em 1978, mas recebeu entusiástico apoio à Proposição 6, apelidada de Iniciativa Briggs. A lei proposta tornaria obrigatória a demissão de professores gays e de qualquer empregado de escola pública que apoiasse os direitos dos gays. As mensagens de Briggs apoiando a Proposição 6 foram difundidas em toda a Califórnia, e Harvey Milk compareceu a cada evento que Briggs organizava. Milk também fez campanha contra o projeto de lei em todo o estado e jurou que, mesmo que Briggs vencesse na Califórnia, não iria ganhar em São Francisco. Nos seus numerosos debates, que até o final tinham sido caracterizados por rápidos desafios de ambos os lados, Briggs sustentou que professores homossexuais queriam abusar das crianças e recrutá-las. Milk respondeu com estatísticas compiladas por autoridades policiais que apresentavam provas de que abusador sexual de crianças são identificados principalmente como heterossexuais, e repudiou os argumentos de Briggs com comentários jocosos: "Se fosse verdade que as crianças imitam seus professores, você pode ter certeza que haveria muitíssimo mais freiras andando por aí".
O comparecimento às paradas gays durante o verão de 1978 em Los Angeles e São Francisco cresceu. Uma participação de 250 mil a 375 mil pessoas foi estimada na Parada do Dia da Liberdade Gay de São Francisco; jornais alegaram que os números maiores foram devidos a John Briggs. Os organizadores pediram aos participantes que carregassem sinais indicando suas cidades de origem para as câmaras, a fim de mostrar de quão longe as pessoas vieram para viver no distrito de Castro. Milk andava em um carro aberto carregando um sinal dizendo "Eu sou de Woodmere, NY". Ele deu uma versão do que se tornou o seu mais famoso discurso, o "Discurso da Esperança", que The San Francisco Examiner disse "inflamar a multidão":
| “ | Neste aniversário de Stonewall, peço a minhas irmãs e irmãos gays para fazer o compromisso de lutar. Para si, pela sua liberdade, para o seu país … Não conquistaremos nossos direitos ficando tranquilos em nossos armários … Estamos saindo para lutar contra as mentiras, os mitos, as distorções. Estamos saindo para dizer as verdades sobre gays, porque estou cansado da conspiração do silêncio, então eu vou falar sobre isso. E eu queria que vocês falassem sobre isso. Vocês devem sair. Revelem-se a seus pais, a seus parentes. | ” |

Apesar das perdas em batalhas por direitos gays em todo o país nesse ano, ele se manteve otimista, dizendo que "Mesmo que os gays percam nestas iniciativas, as pessoas ainda estão sendo educadas. Devido a Anita Bryant e o Condado de Dade, todo o país foi educado sobre homossexualidade em maior medida do que nunca. O primeiro passo é sempre a hostilidade, e depois disso você pode sentar e conversar sobre o assunto".
Citando as potenciais infrações sobre direitos individuais, o ex-governador da Califórnia Ronald Reagan manifestou a sua oposição à proposta, tal como fez o governador Jerry Brown e o presidente Jimmy Carter, este último em uma explicação após um discurso que proferiu em Sacramento. Em 7 de novembro de 1978, a proposta perdeu por mais de um milhão de votos, surpreendendo os ativistas gays na noite da eleição. Em São Francisco, setenta e cinco por cento votaram contra.

## O assassinato
Em 10 de novembro de 1978, dez meses depois de ter sido empossado, White renunciou a seu mandato no Conselho de Supervisores de São Francisco, alegando que o seu salário anual de 9.600 dólares não era suficiente para sustentar sua família. Milk também havia sentido o aperto da diminuição de seus rendimentos quando ele e Scott Smith foram forçados a fechar a Castro Camera um mês antes. Poucos dias depois, White solicitou seu mandato de volta e o prefeito Moscone inicialmente concordou. No entanto, uma análise mais aprofundada — e a intervenção de outros supervisores — convenceu o prefeito a nomear alguém mais em consonância com a crescente diversidade étnica do distrito de White e as inclinações liberais do Conselho de Supervisores. Em 18 de novembro, foi noticiado o assassinato do deputado federal pela Califórnia Leo Ryan, que estava em Jonestown, Guiana, para verificar a distante comunidade construída por membros da Peoples Temple que tinham se mudado de São Francisco. No dia seguinte, chegaram notícias do suicídio em massa dos membros do Peoples Temple. O horror chegou gradualmente quando a população de São Francisco soube que mais de 400 residentes em Jonestown estavam mortos. Dan White comentou com dois assessores que trabalhavam para a sua reintegração, "Vocês veem isso? Um dia eu estou na capa e no próximo sou imediatamente varrido". Logo o número de mortos na Guiana ultrapassava 900.
Moscone planejava anunciar a substituição de White dias depois, em 27 de novembro de 1978. Meia hora antes da conferência de imprensa, Dan White entrou na prefeitura através de uma janela do porão para evitar os detectores de metal e dirigiu-se ao gabinete do prefeito Moscone. Testemunhas ouviram gritos entre White e Moscone, em seguida, tiros. White disparou no prefeito, uma vez no braço e, em seguida, três vezes na cabeça depois que Moscone havia caído no chão. White então caminhou rapidamente para o seu antigo escritório, recarregando ao longo do caminho seu revólver de fabricação exclusiva para policiais com balas de pontas côncavas, e interceptou Harvey Milk, pedindo-lhe para entrar por um momento. Dianne Feinstein ouviu tiros e chamou a polícia. Ela encontrou Milk de bruços no chão, atingido cinco vezes, incluindo duas vezes na cabeça à curta distância. Feinstein estava tremendo tanto que precisou de apoio do chefe da polícia após identificar ambos os corpos. Foi ela quem anunciou à imprensa, "Hoje São Francisco sofreu uma dupla tragédia de imensas proporções. Como presidente do Conselho de Supervisores, é meu dever informá-los de que tanto o prefeito Moscone como o supervisor Harvey Milk foram baleados e mortos", acrescentando, em seguida, depois de ser abafada pelos gritos de descrença, "e o suspeito é o supervisor Dan White". Milk estava com 48 anos de idade e Moscone, com 49.
Dentro de uma hora, White telefonou à sua mulher de uma lanchonete nas proximidades, que encontrou-o em uma igreja e acompanhou-o à polícia, onde White entregou-se. Muitos moradores deixaram flores sobre os degraus da prefeitura. Naquela noite, uma reunião espontânea começou a se formar na Rua Castro movendo-se em direção à prefeitura em uma vigília com velas. A quantidade de pessoas foi estimada entre 25 mil e 40 mil, abrangendo toda a Rua Market, estendendo-se a uma milha e meia (2,4 km) da Rua Castro. No dia seguinte, os corpos de Moscone e Milk foram levados para a rotunda da prefeitura onde as pessoas de luto faziam suas homenagens. Seis mil enlutados assistiram à cerimônia funerária para o prefeito Moscone na Catedral St. Mary's. Duas cerimônias foram feitas para Milk; uma pequena no Templo Emanu-El e uma mais turbulenta no teatro de São Francisco.

### "Cidade em agonia"
O prefeito Moscone tinha pouco tempo antes aumentado a segurança na prefeitura, em virtude dos suicídios de Jonestown. Sobreviventes da Guiana relataram treinos preparativos para o suicídio que Jones chamava "noites brancas" (White Nights). Rumores sobre os assassinatos de Moscone e Milk foram engrossados pela coincidência dos nomes de Dan White e dos preparativos para o suicídio de Jones. Um atordoado promotor distrital chamou de "incompreensível" os assassinatos tão próximos das notícias sobre Jonestown, mas negou qualquer ligação. O governador Jerry Brown ordenou que todas as bandeiras na Califórnia fossem hasteadas a meio-pau, e chamou Milk de um "supervisor muito trabalhador e dedicado, um líder da comunidade homossexual de São Francisco, que manteve sua promessa de representar todos os seus eleitores". O presidente Jimmy Carter expressou seu choque quanto a ambos os assassinatos e enviou suas condolências. O presidente da Assembleia da Califórnia Leo McCarthy chamou o ocorrido de "uma tragédia insana". "Uma Cidade em Agonia" foi a principal manchete do The San Francisco Examiner no dia seguinte aos homicídios; dentro do jornal, histórias dos assassinatos sob o título "Segunda-feira Negra" foram impressas uma após a outra com as atualizações dos corpos sendo embarcados da Guiana de volta para casa. Um editorial descrevendo "Uma cidade com mais tristeza e desespero em seu coração do que qualquer cidade deveria ter que suportar" passou a perguntar como tais tragédias ocorrem, em especial para "homens de tal simpatia e visão e grandes energias" Dan White foi acusado por dois homicídios e detido sem fiança, sujeito à pena de morte, devido à recente aprovação de uma proposição estadual que permitiu a pena de morte ou a prisão perpétua pelo assassinato de um funcionário público. Uma análise dos meses em torno dos assassinatos chamou 1978 e 1979 de "os mais emocionalmente devastadores anos da reconhecidamente fabulosa história de São Francisco".
White, com 32 anos, que estivera no Exército durante a Guerra do Vietnã, tinha perseguido uma dura plataforma contra a criminalidade no seu distrito. Colegas declararam que ele era um típico americano de classe média ("all-American boy"). Ele iria receber um prêmio na semana seguinte, por ter resgatado uma mulher e uma criança de um edifício em chamas quando ele era um bombeiro em 1977. Embora ele tenha sido o único a votar contra o projeto de Milk sobre os direitos dos gays no início daquele ano, ele havia sido citado dizendo, "Eu respeito os direitos de todas as pessoas, incluindo os gays". Milk e White inicialmente deram-se bem. Um dos assessores políticos de White (que era gay) lembrava, "Dan tinha mais em comum com Harvey que com qualquer outro no conselho". White votou a favor de um centro de apoio para gays idosos, assim como para homenagear o 25º aniversário do pioneiro trabalho de Del Martin e Phyllis Lyon.

 Lê-se na placa cobrindo as cinzas de Milk, em parte: a loja de fotografias [de Harvey Milk] e o comitê de campanha na Rua Castro, 575, e seu apartamento no andar de cima eram centros de ativismo da comunidade para uma ampla gama de direitos humanos, ambientais, trabalhistas e questões de bairro. O árduo trabalho de Harvey Milk e realizações em nome de toda população de São Francisco deram a ele amplo respeito e apoio. Sua vida é uma inspiração para todas as pessoas comprometidas com a igualdade de oportunidades e o fim do fanatismo.

Após o voto de Milk para o centro de saúde mental no distrito de White, no entanto, White se recusou a falar com Milk e apenas comunicava-se com alguém da assessoria de Milk. Outros conhecidos lembraram de White como sendo muito intenso. "Ele era impulsivo … Ele era um homem extremamente competitivo, obsessivamente até… Acho que ele não podia aceitar a derrota", disse aos jornalistas o chefe de ajuda a incêndios de São Francisco. O gerente da primeira campanha de White saiu no meio da campanha, e disse a um repórter que White era um egoísta e estava claro que ele era antigay, porém ele negou-o na imprensa. Os aliados e apoiadores de White descreviam-no "como um homem com um temperamento pugilístico e uma capacidade impressionante para alimentar um rancor". O assessor que fazia a ligação entre White e Milk lembrou "Conversando com ele, eu percebi que ele via Harvey Milk e George Moscone representando tudo o que estava errado com o mundo".
Quando os amigos de Milk procuraram em seu armário um terno para o seu caixão, ficaram sabendo o quanto ele havia sido afetado pela recente diminuição do seu rendimento como supervisor. Todas as suas roupas foram deixadas de lado, todas as suas meias tinham buracos. Ele foi cremado e suas cinzas foram divididas, a maioria delas espalhadas na Baía de São Francisco por seus amigos mais íntimos. Algumas delas foram condensadas e enterradas sob a calçada em frente do número 575 da Rua Castro, onde a Castro Camera havia sido localizada. Harry Britt, uma das quatro pessoas que Milk listou em sua fita cassete como um substituto aceitável se ele fosse assassinado, foi escolhido pela prefeita em exercício, Dianne Feinstein.

### Julgamento
A prisão e o julgamento de Dan White causaram uma sensação, e ilustraram graves tensões entre a população liberal e a polícia da cidade. A polícia de São Francisco era composta majoritariamente por descendentes da classe operária irlandesa que estavam intensamente desgostosos com a crescente imigração gay, bem como em relação à orientação liberal do governo municipal. Depois que White entregou-se e confessou, ele sentou-se na sua cela, enquanto seus antigos colegas da polícia faziam piadas sobre Harvey Milk; a polícia usou abertamente camisetas "Libertem Dan White" nos dias seguintes ao assassinato. Um xerife substituto de São Francisco mais tarde declarou: "Quanto mais eu observava o que se passava na prisão, mais eu começava a deixar de ver o que Dan White fez como o ato de um indivíduo e começava a vê-lo como um ato político em um movimento político". White não demonstrou nenhum remorso por suas ações, e só exibiu vulnerabilidade durante o telefonema de oito minutos da prisão para a sua mãe.
O júri para o julgamento de White foi composto por brancos de classe média são-franciscanos, que eram na maioria católicos; homossexuais e minorias étnicas foram excluídos na escolha do júri. O júri foi claramente simpático ao arguido: alguns dos membros choraram quando ouviram a gravação da comovente confissão de White, no fim da qual o interrogador agradeceu a White por sua honestidade. O advogado de defesa de White, Doug Schmidt, afirmou que ele não era responsável por suas ações, usando a defesa legal conhecida como capacidade diminuta: "Boa gente, gente fina, com ótimos antecedentes, simplesmente não matam pessoas a sangue frio" Schmidt tentou provar que o angustiado estado mental de White foi um resultado da manipulação pelos políticos na Câmara Municipal, que o tinham consistentemente decepcionado e confundido, finalmente prometendo dar o seu emprego de volta apenas para recusar-lhe novamente. Schmidt disse que a deterioração mental de White foi demonstrada e agravada pelo consumo alimentar pouco saudável na noite anterior aos assassinatos, uma vez que ele era geralmente conhecido por ser consciente de sua saúde alimentar. Jornais regionais rapidamente apelidaram-na de "defesa twinkie" (uma espécie de bolo com recheio, comum nos Estados Unidos). White foi absolvido dos assassinatos (acusação de homicídio doloso) em 21 de maio de 1979, mas considerado culpado de homicídio culposo das duas vítimas, e foi condenado a sete anos e dois terços de prisão. Com a pena reduzida por bom comportamento e tempo de trabalho na prisão, ele seria libertado em cinco. Ele chorou quando ouviu o veredicto.

### Os motins da noite de White

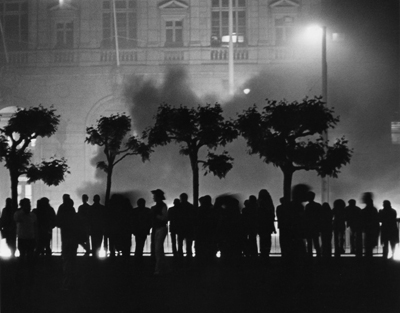
Manifestantes do lado de fora da prefeitura de São Francisco, em 21 de maio de 1979, reagindo ao veredicto de homicídio culposo para Dan White.

A prefeita em exercício Feinstein, a supervisora Carol Ruth Silver, e o sucessor de Milk, Harry Britt, condenaram a decisão do júri. Quando foi anunciado no rádio da polícia na cidade, alguém cantou "Danny Boy" na banda da polícia. Uma avalanche de pessoas do Distrito Castro andou novamente até a prefeitura cantando "Vinguem Harvey Milk" e "Ele escapou do assassinato". O pandemônio rapidamente se agravou quando pedras foram arremessadas na frente das portas do edifício. Os amigos e assessores de Milk tentaram parar a destruição, mas a multidão de mais de três mil ignorou-os e pôs fogo em carros da polícia. Eles empurraram uma lixeira para jornais em chama através das portas quebradas da prefeitura e, em seguida, aplaudiram quando as chamas cresceram. Um dos manifestantes respondeu a pergunta de um repórter sobre a razão por que estavam destruindo partes da cidade: "Basta dizer às pessoas que comemos demasiados twinkies. É por isso que isto está acontecendo". O chefe da polícia ordenou aos policiais para não retaliarem, mas para manterem seus postos. Os motins da noite de White, como se tornaram conhecidos, duraram várias horas.
Mais tarde naquela noite de 21 de maio de 1979, várias viaturas policiais repletas com oficiais vestindo equipamentos para enfrentar motins chegou ao Elephant Walk Bar na Rua Castro. O discípulo de Harvey Milk Cleve Jones, e um repórter do San Francisco Chronicle, Warren Hinckle, assistiram quando oficiais invadiram o bar e começaram a bater em clientes aleatoriamente. Após 15 minutos de brigas, eles deixaram o bar e atacaram as pessoas que caminhavam ao longo da rua. O chefe da polícia finalmente ordenou que os agentes saíssem do bairro. Pela manhã, 61 agentes policiais e 100 manifestantes e gays moradores do Castro haviam sido hospitalizados. A prefeitura, as viaturas policiais e o Elephant Walk Bar sofreram danos superiores a um milhão de dólares.
Após o veredicto, o procurador distrital José Freitas enfrentou uma furiosa comunidade gay para explicar o que tinha ocorrido de errado. O procurador admitiu ter tido um sentimento pesaroso por White antes do julgamento, e ter deixado de perguntar ao interrogador que gravou a confissão de White (e que era um amigo de infância de White e treinador de seu time de softball da polícia) sobre os seus preconceitos e o apoio que White recebeu da polícia, porque, disse ele, não queria embaraçar o detetive na frente de sua família no tribunal. Freitas também não fez perguntas sobre o estado de espírito de White, a falta de uma história de doença mental, ou pôs em evidência a política da cidade, sugerindo que a vingança pudesse ter sido um motivo. A supervisora Carol Ruth Silver testemunhou no último dia do julgamento que White e MIlk não eram amigáveis, mas ela tinha contactado o Ministério Público e insistido em depor. Foi o único depoimento que o júri ouviu sobre as suas tensas relações. Freitas culpou os jurados, afirmando que tinham sido "tomados por todo o aspecto emocional do julgamento".

### Consequências
Os assassinatos de Milk e Moscone e o julgamento de White mudaram a política da cidade e o sistema legal da Califórnia. Em 1980 terminou as eleições para supervisor por bairro em São Francisco, temendo-se que um Conselho de Supervisores tão divididos seria prejudicial para a cidade, e que isso tinha sido um fator nos assassinatos. Um esforço popular dos bairros para restaurar as eleições por distrito em meados da década de 1990 foi bem sucedida, e a cidade retornou aos representantes de bairro em 2000. Como resultado do julgamento de Dan White, os eleitores da Califórnia mudaram a lei para reduzir a probabilidade de absolvição dos acusados que soubessem o que estavam fazendo, mas alegassem que sua capacidade estava prejudicada. A capacidade reduzida foi abolida como uma defesa para uma acusação, mas os tribunais aceitavam essa evidência ao decidir se um réu condenado devesse ser encarcerado, internado em hospital psiquiátrico, ou receber outra punição. A "defesa twinkie" entrou na mitologia americana, popularmente descrita como um caso em que um assassino escapa da justiça porque ele comete excessos alimentares pouco saudáveis, simplificando a falta de habilidade política de White, seu relacionamento com George Moscone e Harvey Milk, e o que o colunista do San Francisco Chronicle Herb Caen descreveu como uma pandêmica "aversão aos homossexuais" da polícia.
Dan White cumpriu a pena pelo duplo assassinato de Moscone e Milk por pouco mais de cinco anos. Em 22 de outubro de 1985, um ano e meio após a sua libertação da prisão, White foi encontrado morto em um carro em funcionamento na garagem de sua ex-esposa. Ele tinha 39 anos. Seu advogado de defesa disse aos jornalistas que ele tinha ficado abatido pela perda de sua família, e a situação que ele tinha causado, acrescentando "Este era um homem doente".

## Legado

### Política
A carreira política de Harvey Milk centrou-se em fazer com que os governos seja responsivos aos indivíduos, à libertação dos gays, bem como à importância de bairros para a cidade. No início de cada campanha, uma questão foi adicionada à filosofia de políticas públicas de Milk. Sua campanha de 1973 incidiu sobre o primeiro ponto, que, sendo um pequeno empresário em São Francisco — uma cidade dominada por grandes corporações, que tinham sido cortejadas pelo governo municipal — seus interesses estavam sendo ignorados, porque ele não era representado por uma grande instituição financeira. Embora ele não escondesse o fato de que era gay, isso não se tornou uma questão até sua campanha para a Assembleia Estadual da Califórnia, em 1976. Foi trazida para o primeiro plano na campanha para supervisor contra Rick Stokes, pois era uma extensão das suas ideias de liberdade individual.
Milk acreditava fortemente que os bairros promoviam unidade e uma experiência de pequena cidade, e que o Castro deveria prestar serviços a todos os seus residentes. Ele se opôs ao fechamento de uma escola primária; embora a maioria das pessoas gays no Castro não tivessem filhos, Milk viu que seu bairro tinha potencial para acolher todos. Disse a seus assessores para concentrarem-se no conserto de buracos nas ruas, e gabava-se de que 50 novos sinais de pare tivessem sido instalados no Distrito 5. Respondendo à maior queixa dos residentes da cidade sobre a vida em São Francisco — as fezes dos cães — Milk elegeu como prioridade promulgar a lei exigindo que os donos dos cães cuidassem dos excrementos de seus animais. Randy Shilts observou que "alguns afirmam que Harvey era um socialista ou vários outros tipos de ideólogos, mas, na realidade, a filosofia política de Harvey nunca foi mais complicada do que a questão dos excrementos dos cachorros; o governo deveria resolver os problemas básicos do povo".
Karen Foss, uma professora de comunicação na Universidade do Novo México, atribui o impacto de Milk na política de São Francisco pelo fato de que ele foi diferente de qualquer outra pessoa que ocupava cargo público na cidade. Ela escreve, "Milk veio a ser uma figura carismática e altamente energética com gosto pelo teatro e nada a perder … Usando riso, reversão, transcendência, e seu status de incluído/excluído, Milk ajudou a criar um clima em que o diálogo sobre questões se tornou possível. Ele também forneceu um meio para integrar as vozes díspares de seus variados eleitores". Milk tinha sido um inflamado orador desde quando começou a campanha em 1973, e suas habilidades em oratória só melhoraram depois que ele se tornou supervisor da cidade. Seus mais famosos pontos em suas conversas ficaram conhecidos como o "Discurso da Esperança", que se tornou um ponto básico em toda a sua carreira política. Abria com uma brincadeira sobre a acusação de que os homossexuais recrutavam jovens impressionáveis para o seu lado: "Meu nome é Harvey Milk — e quero recrutar você". Uma versão do Discurso da Esperança que fez perto do final da sua vida foi considerado por seus amigos e assessores como sendo o melhor, e no encerramento o mais eficaz:
| “ | E os jovens gays em Altoona, Pennsylvanias e em Richmond, Minnesotas que estão saindo saindo do armário e ouvindo Anita Bryant na televisão e sua história. A única coisa que eles têm pela frente é a esperança. E você tem que dar-lhes esperança. Esperança para um mundo melhor, esperança de um amanhã melhor, a esperança de um lugar melhor para ir se as pressões em casa são muito grandes. Espero que todos fiquem bem. Sem esperança, não só os gays, mas os negros, os idosos, os deficientes, os americanos, os americanos vão desistir. E se você ajudar a eleger para o comitê central e para outros cargos mais pessoas homossexuais, isso dá uma luz verde para todos os que se sentem privados, uma luz verde para avançar. Significa esperança para uma nação que tem abandonado, porque se um homossexual consegue isso, as portas estão abertas a todos. | ” |

No último ano de sua vida, Milk ressaltou que as pessoas homossexuais deveriam ser mais visíveis para ajudar a pôr termo à discriminação e a violência contra elas. Embora Milk não tinha se revelado à sua mãe antes de sua morte muitos anos antes, em sua declaração final durante a sua gravação prevendo seu assassinato, ele exortou os outros a fazê-lo:
| “ | Eu não posso impedir ninguém de ficar zangado, ou louco, ou frustrado. Posso apenas esperar que transformem essa raiva e frustração e loucura em algo positivo, de modo que duas, três, quatro, cinco centenas darão um passo a frente, assim que médicos gays sairão do armário, advogados gays, juízes gays, banqueiros gays, arquitetos gays … Espero que todos os profissionais gays digam 'basta', avancem e digam a todos, usem um sinal, deixem que o mundo saiba. Talvez isso irá ajudar. | ” |

No entanto, o assassinato de Milk tornou-se entrelaçado com a sua eficácia política, em parte porque ele foi morto no auge de sua popularidade. O historiador Neil Miller escreve: "Nenhum líder gay americano contemporâneo tem que alcançar ainda em vida a estatura que Milk encontrou na morte". Seu legado tornou-se ambíguo; Randy Shilts conclui sua biografia escrevendo que o sucesso de Milk, o homicídio, e a inevitável injustiça do veredicto de White representam a experiência de todos os gays. A vida de Milk foi "uma metáfora para a experiência homossexual na América". De acordo com Francisca FitzGerald, a lenda de Milk tem sido incapaz de ser sustentada assim como ninguém pareceu capaz de tomar o seu lugar nos anos após a sua morte: "O Castro viu-o como um mártir, mas entendeu seu martírio como um fim em vez de um começo. Ele tinha morrido, e com ele uma grande parte do otimismo, do idealismo e da ambição do Castro pareceu morrer também. O Castro não pôde encontrar ninguém para tomar seu lugar em sua afeição e, possivelmente, não queria ninguém". No vigésimo aniversário da morte de Milk, o historiador John D'Emilio disse, "O legado que acho que ele gostaria de ser lembrado é o imperativo de viver uma vida em todos os momentos com integridade". Por uma carreira política tão curta, Cleve Jones atribui mais para o seu assassinato que a sua vida: "Seu assassinato e a resposta a ele tornaram permanente e indiscutível a plena participação de gays e lésbicas no processo político". Em 2009 o governador da Califórnia, Arnold Schwarzenegger, decretou que o dia 22 de maio, data do nascimento de Milk, é o dia de Harvey Milk. É um dia para honrar o primeiro político abertamente homossexual eleito nos Estados Unidos.

### Homenagens e representações na cultura

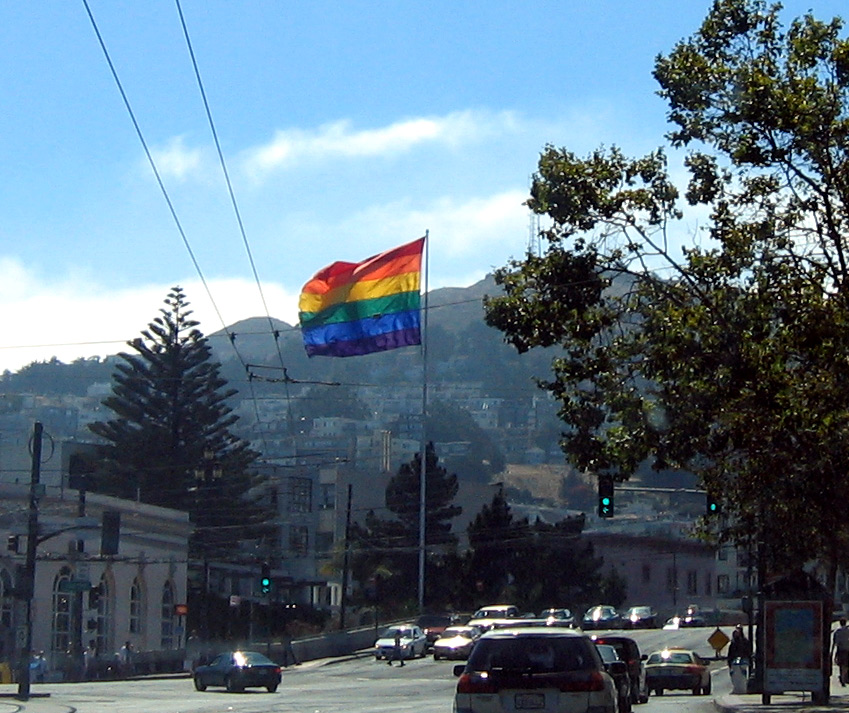
Bandeira do orgulho gay sobre a praça Harvey Milk no Castro (São Francisco)

A cidade de São Francisco homenageou Milk denominando vários locais após sua morte. Onde as ruas Market e Castro se cruzam em São Francisco agita-se uma enorme bandeira do orgulho gay, situada na praça Harvey Milk. O San Francisco Gay Democratic Club mudou seu nome para Harvey Milk Memorial Gay Democratic Club em 1978 e se orgulha de ser a maior organização democrática em São Francisco. Em Nova Iorque, o Harvey Milk High School é um programa escolar para jovens em situação de risco que concentra-se nas necessidades dos estudantes gays, lésbicas, bissexuais e transgêneros e opera fora do Instituto Hetrick Martin.
Em 1982, o repórter independente Randy Shilts completou seu primeiro livro: uma biografia de Milk, intitulada O Prefeito da Rua Castro. Shilts escreveu o livro enquanto incapaz de encontrar um emprego estável como um repórter abertamente gay. The Times of Harvey Milk, um documentário baseado no material do livro, ganhou o oscar de melhor documentário de 1984. O diretor Rob Epstein falou mais tarde sobre por que escolheu como tema a vida de Milk: "Na época, para aqueles de nós que vivíamos em São Francisco, sentia-se como se isso fosse uma mudança de vida, que todos os olhos do mundo estavam sobre nós, mas, na verdade, a maior parte do mundo fora de São Francisco não tinha ideia. Foi apenas uma história de eventos atuais realmente breve, provincial e localizada em que o prefeito e um membro do conselho da cidade de São Francisco foram mortos. Não teve muita repercussão". A produção musical para teatro intitulada The Harvey Milk Show estreou em 1991. Harvey Milk, uma ópera escrita por Stewart Wallace, que "mistifica Milk como um símbolo para o nascimento do moderno movimento pelos direitos dos homossexuais", estreou em 1996. Um filme biográfico sobre a vida de Milk foi lançado em 2008 após 15 anos de produção; foi dirigido por Gus Van Sant e estrelou Sean Penn como Milk e Josh Brolin como Dan White, ganhando dois oscars, de melhor roteiro original e de melhor ator. O filme foi gravado em oito semanas, e muitas vezes utilizou extras que eram imagens de eventos reais em cenas de grande multidão, incluindo uma cena representando o "Discurso da Esperança" de Milk na Parada Gay de 1978.
Milk foi incluído nos "100 Heróis e Ícones do Século 20" da Revista Time como "um símbolo do que os gays podem realizar e os perigos que enfrentam ao fazê-lo". Apesar dos seus truques grotescos e públicos, "ninguém compreendia como o seu papel público poderia afetar vidas privadas melhor do que Milk … [ele] sabia que a causa raiz do problema era a invisibilidade gay". A revista The Advocate listou Milk em terceiro na sua edição sobre os "40 heróis" do século XX, citando Dianne Feinstein: "Sua homossexualidade lhe deu uma visão sobre as cicatrizes que todas as pessoas oprimidas carregam. Ele acreditava que nenhum sacrifício era um preço demasiado grande a pagar para a causa dos direitos humanos". Harry Britt resumiu o impacto de Milk na noite em que foi baleado em 1978: "Não importa o que o mundo nos ensinou sobre nós, nós podemos ser belos e nós podemos conseguir nossas coisas juntos … Harvey foi um profeta … ele viveu por uma visão … Algo muito especial vai acontecer nesta cidade e terá o nome de Harvey Milk nela".

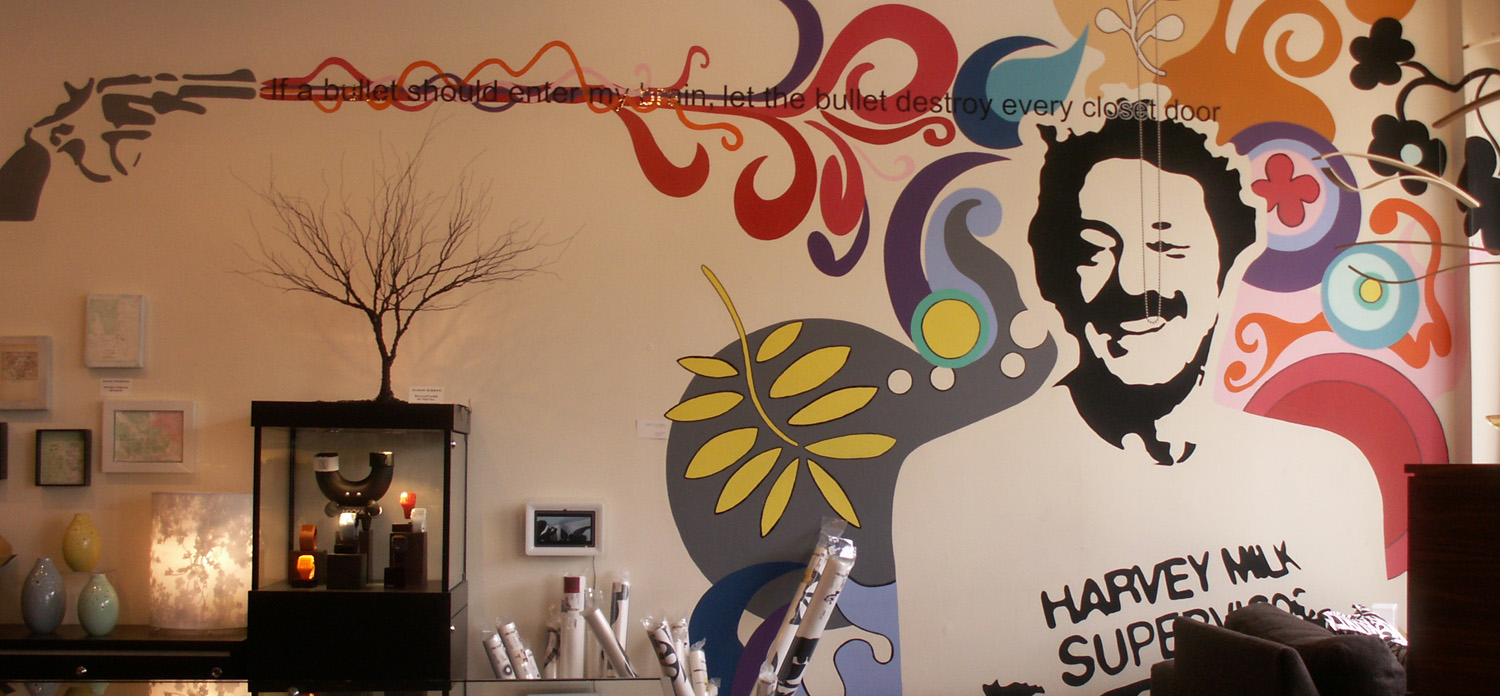
Mural de Harvey Milk feito por John Baden no número 575 da Rua Castro, o antigo local da loja de Milk, Castro Camera. Emergindo da arma à esquerda, uma citação de Milk: "Se uma bala entrar no meu cérebro, deixe a bala destruir todas as portas do armário".